# Brian Behlendorf
Brian Behlendorf (30 marzo 1973) è un programmatore e dirigente d'azienda statunitense.
Esponente del software a sorgente aperto, fu uno dei principali sviluppatori del web server Apache, fondatore del gruppo Apache e presidente per tre anni dell'Apache Software Foundation. È stato membro del direttivo della Mozilla Foundation dal 2003, della Benetech dal 2009 e dell'Electronic Frontier Foundation dal 2013.

## Biografia
Trascorse l'adolescenza nel sud della California e iniziò ad interessarsi dello sviluppo di Internet quando era ancora uno studente all'Università della California - Berkeley, nei primi anni '90. Due anni più tardi, un amico lo convinse a creare una mailing list elettronica, a partecipare come tecnologo alle prime edizioni del festival musicale Burning Man e a creare SFRaves, un portale online dedicato al genere elettronico e alle sue sottoculture.
Nel 1993, Behlendorf, Jonathan Nelson, Matthew Nelson e Cliff Skolnick fondarono Organic, Inc., un'agenzia pubblicitaria interattiva che rappresentò anche la prima attività dedicata alla costruzione di siti web commerciali. Nel 1994, durante lo sviluppo del primo progetto multimediale online a scopo di lucro, il sito web HotWired, i soci si resero conto che il software per server Web più comunemente usato all'epoca (l'NCSA HTTPd, sviluppato dal National Center for Supercomputing Applications presso l'Università dell'Illinois - Urbana-Champaign) non era in grado di gestire il sistema di registrazione dell'utente richiesto dalla società. Pertanto, Behlendorf rilasciò una patch per rendere il codice sorgente compatibile con i requisiti di HotWired.
Behlendorf, che non era l'unico impegnato a correggere il codice NCSA all'epoca, prese contatti con Cliff Skolnick per coordinare il lavoro degli altri programmatori attraverso una mailing list elettronica. Alla fine di febbraio 1995, otto dei principali contributori del codice NCSA abbandonarono il progetto per dare vita a un fork chiamato Apache. Quest'ultimo si occupò di riscrivere completamente il programma originale, che fu ribattezzato Apache HTTP Server. Nel 1999, il progetto fu integrato al'interno delle attività dell'Apache Software Foundation.
Dopo aver ricoperto il ruolo di Chief technical officer del World Economic Forum, nel '99 fondò insieme a O'Reilly & Associates l'odierna O'Reilly Media, una società informatica nata per fornire strumenti di sviluppo di software collaborativo distribuito. CollabNet fu il principale promotore della nascita di Subversion, un sistema di controllo del versioning e delle revisioni dei file, successivamente divenuto un progetto dell'Apache Software Foundation. Nel prosieguo degli anni, ha continuato a coniugare la partecipazione a conferenze del mondo open source a livello globale, così come a eventi di musica elettronico quali il festival annuale Chillits, che ha luogo a Willits nel mese di settembre.
Nel 2003, fu classificato dalla MIT Technology Review nella TR100, la classifica dei primi 100 innovatori al mondo di età inferiore a 35 anni.
Nel 2014, divenne direttore gestionale della Mithril Capital, una società globale di investimenti tecnologici con sede a San Francisco, entrando in seguito nel direttivo della Linux Foundation. Nel 2016, fu nominato direttore esecutivo del progetto Hyperledger, orientato allo sviluppo della tecnologia blockchain.